# Ophiura mundata
Ophiura mundata är en ormstjärneart som först beskrevs av Jean Baptiste François René Koehler 1906.  Ophiura mundata ingår i släktet Ophiura och familjen fransormstjärnor. Inga underarter finns listade i Catalogue of Life.